# Francisco Ascaso
Francisco Ascaso Abadía. (1901 – 1936), militante ilegalista, membro do coletivo Los Solidarios', anarcossindicalista aragonês membro da CNT e e combatente republicano na Guerra Civil Espanhola.
Padeiro e camareiro, aderiu à Confederação Nacional do Trabalho após ter integrado o grupo de ação direta chamado "Los Justiceros". Chega a Barcelona em 1922, onde o grupo do qual também faziam parte Durruti, Ricardo Sanz, Antonio Ortiz, Juan García Oliver e Gregorio Jover Cortés, passa a se chamar "Los Solidarios". Engajado em ações violentas o grupo tinha como foco assassinos contratados por empresários para assassinar anarquistas e sindicalistas, e seus mandantes os próprios empresários. Além disso participou de diversos assaltos a bancos, financiando a criação de diversos sindicatos.

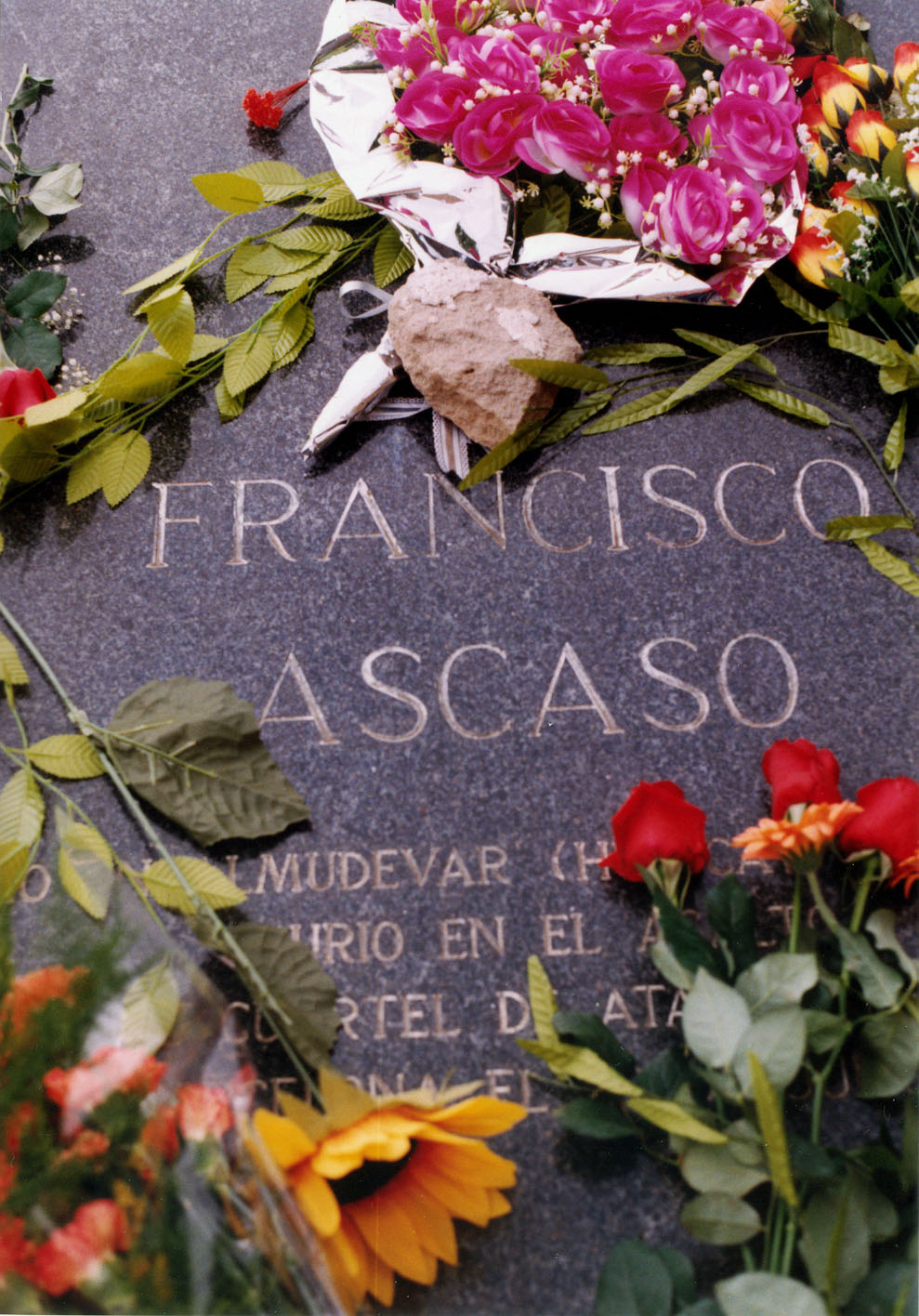
Lápide de Francisco Ascaso no cemitério de Montjuïc.

Em 1923, com a ditadura de Primo de Rivera, Ascaso e alguns de seus companheiros se exilam na França. De lá Ascaso e Durruti, são perseguidos pelas autoridades, continuam fugindo para América onde participam em outras atividades solidárias junto com anarquistas argentinos. De volta a França após dois anos, Ascaso e Durruti são detidos em 25 de Junho de 1926, acusados de preparar um atentado contra o rei da Espanha, Alfonso XIII em visita a París; finalmente, diante da falta de provas, e graças a uma massiva campanha organizada por anarquistas franceses, são liberados, e expulsos do país onde lhes é também negada a residência. Os governos da Bélgica, Alemanha, Suíça e outros países europeus apressaram-se em fazer o mesmo e proibiram a permanência de ambos em seus territórios.
Ascaso permaneceu clandestinamente na França, até que em 1931 é proclamada a II República, regressou a Espanha e fundou o grupo de ação direta "Nosotros" de postura mais radical que a FAI. Participou ativamente das insurreições anarquistas dos primeiros anos da república e, em 1932 foi detido novamente e deportado para as colônias espanholas na África. Em 1933 reapareceu em Sevilha, onde foi detido uma vez mais. Ao começar o ano de 1934 foi nomeado secretário geral do Comitê Regional da CNT de Catalunha.
Com o início da Guerra Civil Espanhola se encontrava em Barcelona onde, a frente dos militantes da CNT saiu a combater o levante franquista de orientação fascista. Morreu em 20 de Julho de 1936 durante o assalto ao quartel das Atarazanas.
O município alicantino de San Juan de Alicante foi conhecido durante a guerra civil como "Vila Ascaso" ainda que este nome, ao que tudo indica, não chegou a ser aprovado oficialmente.